# Juan Alejandro García
Juan Alejandro García Rivera (* 20. Juli 1983 in Villamaría) ist ein ehemaliger kolumbianischer Straßenradrennfahrer.

## Sportliche Laufbahn
Juan Alejandro García gewann 2007 bei der Vuelta a Antioquia mit seinem Team das Mannschaftszeitfahren. Außerdem gewann er im selben Jahr ein Teilstück beim Clásica Nacional Marco Fidel Suárez. In der Saison 2009 war er bei einem Tagesabschnitt der Vuelta del Huila erfolgreich und er wurde Dritter der Gesamtwertung. Bei der Vuelta a Colombia gewann er mit seinem Team GW-Shimano-Chec-Edeq das Mannschaftszeitfahren und er war bei einer weiteren Etappe erfolgreich. 2011 gewann er eine weitere Etappe der Vuelta a Colombia und 2012 eine Etappe sowie das Mannschaftszeitfahren der Vuelta a Bolivia.

## Erfolge
2009
- eine Etappe und Mannschaftszeitfahren Vuelta a Colombia

2011
- eine Etappe Vuelta a Colombia

2012
- eine Etappe und Mannschaftszeitfahren Vuelta a Bolivia

## Teams
- 2012 Colombia-Comcel
- 2013 Colombia Coldeportes
- 2014 GW-Shimano-Envia-Gatorade
- 2015 GW-Chaoyang-Kixx-Envia-Gatorade
- 2016 GW-Shimano
- 2017 GW-Shimano